# Klaus Barthel
Klaus Barthel (ur. 28 grudnia 1955 w Monachium) – niemiecki polityk.
Od 10 listopada 1994 deputowany do Bundestagu z ramienia partii SPD, wybrany z listy w Bawarii. Członek SPD od roku 1975, w latach 1983 – 1988 przewodniczący bawarskiego Jusos.